# Trans Europa Express
Trans Europa Express ist das sechste Studioalbum der deutschen Electronica-Band Kraftwerk. Es erschien 1977 in einer deutschsprachigen und in einer englischen Version als Trans-Europe Express. Das Album ist nach dem Trans Europ Express benannt. Das Album gehört zu den einflussreichsten Alben aller Zeiten.

## Entstehung und Veröffentlichung
Das Album wurde im bandeigenen Klingklang-Studio von Florian Schneider und Ralf Hütter produziert. Toningenieure waren Peter Bollig, Bill Haverson und Thomas Kuckuck. Es erschien auf dem ebenfalls danach benannten Klingklang-Label; für den Vertrieb waren EMI und Capitol Records verantwortlich. Die Gestaltung des Plattencovers lag in den Händen von Emil Schult; die Vorderseite zeigt je nach Version ein Schwarzweißfoto der Bandmitglieder oder ein farbig gemaltes Porträt der Gruppe. Die Rückseite illustriert einige der Lieder; im Booklet ist eine Collage der Gruppe zu sehen, die an einem Tisch unter einem Baum sitzt.
Auf diesen Album stammten fast alle Kompositionen von Ralf Hütter. Lediglich „Spiegelsaal“ und das 0:50 lange „Endlos Endlos“ wurden von Ralf Hütter und Florian Schneider komponiert. Karl Bartos gibt an, dass er an der Komposition von „Spiegelsaal“ beteiligt war, indem er das Solo beisteuerte und zudem für „Trans Europa Express“ Hütter vorschlug, Quarten einzusetzen, diese Beteiligungen Bartos' wurden jedoch in den Album-Credits nicht angegeben. Die Texte schrieben: „Europa Endlos“ (Hütter, Schneider); „Spiegelsaal“ (Hütter, Schneider, Schult); „Schaufensterpuppen“ (Hütter); „Trans Europa Express“ (Hütter, Schult).
Als Single aus dem Album wurde Showroom Dummies ausgekoppelt, die englische Version von Schaufensterpuppen; die ursprüngliche B-Seite war dessen französischsprachige Version Les Mannequins. Die Single erfuhr 1978, 1981 und 2007 verschiedene Neuauflagen mit unterschiedlichen B-Seiten.
Das Albencover der 2009 unter dem Namen „Kling Klang Digital Master“ erschienene Neuauflage zeigt auf dem Albencover einen in Schwarzweiß stilisierten TEE-Zug.
Im Jahre 1986 wurde das Album zum ersten Mal auf CD veröffentlicht. Die Nachpressung von 1994 enthält ein erstes und geheimes Remaster, welches allerdings nirgendwo vermerkt ist. Der Klang ist lauter und leicht komprimiert und außerdem wurde die leichte Linkslastigkeit der 1986er Ausgabe korrigiert.

## Musikalischer Hintergrund
Musikalisch prägend für das Album und die weitere Entwicklung der Band war die Verwendung neuartiger Sequenzer des Typs Synthanorma (siehe Weblinks), mit denen die ständige Wiederholung vorbestimmbarer Muster (Patterns) möglich war.
Der Synthanorma Sequenzer war eine Spezialanfertigung vom Synthesizerstudio Bonn Matten und Wiechers und wurde im Jahr 1976 von Ralf Hütter in Auftrag gegeben.
Diesen Synthanorma Sequenzer setzte Ralf Hütter ein für seine Kompositionen Trans Europa Express und Metall auf Metall, außerdem für die anderen Tracks des Albums Spiegelsaal, Europa Endlos und Schaufensterpuppen.
Neben der gesteigerten Länge der Lieder war damit auch eine durchgehende, straffe und programmatische Rhythmik möglich, die jedoch auch eine gewisse maschinell wirkende Monotonie aufwies. Insgesamt präsentierte sich die Musik dadurch wesentlich eingängiger und weniger experimentell-avantgardistisch als auf den Vorgängeralben. Lieder wie Schaufensterpuppen oder Europa Endlos waren somit stilprägend für spätere Generationen elektronischer Popmusik (Techno, Hip-Hop, Elektropop etc.).
Textlich ließ sich die Band durchaus von ihrem mit dem Titel gewählten Thema beeinflussen; so handelt Europa Endlos von einer Reise durch Europa, auf der „Wirklichkeit und Postkartenbilder“ verglichen werden. Das Ambient-artige Spiegelsaal mit seinen bizarr-düsteren Soundeffekten dagegen handelt von der Sichtweise auf und Reflexion über das im Spiegel gegebene Spiegelbild der eigenen Person. In einem Interview sagte Karl Bartos, wie „Schaufensterpuppen“, entstand. Journalisten in den 1970ern schrieben: „Schaut mal wie diese Leute auf der Bühne. Sie sehen aus wie Showroomdummies, wie Mannequins. Also Schaufensterpuppen“.
Trans Europa Express handelt wieder vom namensgebenden modernen Verkehrsmittel und der einfachen und komfortablen Erreichbarkeit verschiedener europäischer Großstädte (Paris, Wien und Düsseldorf werden im Text genannt). Das Lied zitiert ein instrumentales Motiv aus aufsteigenden Quarten aus der 1. Kammersinfonie von Arnold Schönberg, dem ein auflösender Akkord folgt. Auf der Single und in einem zum Titel gedrehten Musikvideo werden hierzu historische Aufnahmen des 1929 konstruierten Schienenzeppelins bzw. Aufnahmen des ab 1975 produzierten Märklin-Modells verwendet. Das Lied bildet im Übrigen mit den nachfolgenden Titeln Metall auf Metall und Abzug eine dreiteilige Suite; außerdem sind im grundlegenden, typische Fahrgeräusche eines mit konstanter Geschwindigkeit fahrenden Zuges nachbildenden Rhythmus Parallelen zu David Bowies 1976 erschienenem Album Station to Station zu erkennen (wörtlich heißt es in der englischen Fassung: „From Station to Station back to Dusseldorf City. Meet Iggy Pop und David Bowie.“). Franz Schubert, dem gleichnamigen Komponisten gewidmet, ist ein ruhigeres Instrumentalstück, das nahtlos in Endlos Endlos  übergeht.

## Rezeption
In Frankreich wurden mehr als 75.000 Exemplare des Albums verkauft. Eine Single-Version des Titelsongs erreichte in den italienischen Charts von Musica e dischi im August 1977 den 9. Platz. 1982 erschien zusätzlich eine Single von Showroom Dummies, die in der britischen Hitparade den 25. Platz erreichte.
Negative Kritik erfuhr das Album später vom deutschen Magazin Der Spiegel, dort wurde das Werk anlässlich der Veröffentlichung des Albums Computerwelt im Jahr 1981 als „Futuristen-Kitsch“ bezeichnet.
Spätere Anerkennung fand das Werk in zahlreichen Zusammenstellungen der besten oder wichtigsten Werke der Popmusikgeschichte. Das Magazin Rolling Stone wählte Trans Europa Express 2003 auf Platz 256 und 2020 auf Platz 238 der 500 besten Alben aller Zeiten. In der Auswahl der 500 besten Alben aller Zeiten des New Musical Express belegt es Platz 81. Die Zeitschrift Mojo wählte es auf Platz 41 der 100 besten Alben. Pitchfork führt Trans Europa Express auf Platz 6 der 100 besten Alben der 1970er Jahre. Das Album gehört zu den 1001 Albums You Must Hear Before You Die.
Der Musikjournalist Randall Roberts  würdigte Trans Europa Express 2014 als „most important pop album of the last 40 years“ (deutsch: „das wichtigste Pop-Album der letzten 40 Jahre“).
In den USA genoss der Titeltrack im Underground vor allem bei afroamerikanischen Jugendlichen in den frühen 1980er Jahren große Popularität. 1982 samplete Afrika Bambaataa in seinem Lied Planet Rock die Melodie des Titelsongs.

## Titelliste

### Deutsche Fassung
1. Europa Endlos – 9:41 (Musik: Hütter Text: Hütter, Schneider)
2. Spiegelsaal – 7:56 (Musik: Hütter, Schneider Text: Hütter, Schneider, Schult)
3. Schaufensterpuppen – 6:17 (Musik und Text: Hütter)
4. Trans Europa Express – 6:36 (Musik: Hütter Text Hütter, Schult)
5. Metall auf Metall – 1:46 (Musik: Hütter)
6. Abzug – 5:18 (Musik: Hütter)
7. Franz Schubert – 4:25 (Musik: Hütter)
8. Endlos Endlos – 0:45 (Musik: Hütter, Schneider)

### Englische Fassung
1. Europe Endless – 9:35
2. The Hall of Mirrors – 7:50
3. Showroom Dummies – 6:10
4. Trans-Europe Express – 6:40
5. Metal on Metal – 6:52
6. Franz Schubert – 4:25
7. Endless Endless – 0:55

Zusätzlich existierte noch eine französische Fassung, die im Wesentlichen der Englischen entsprach. Aus Schaufensterpuppen bzw. Showroom Dummies wurde jedoch ein auf Französisch gesungenes Lied namens Les Mannequins. Weiterhin ist anzumerken, dass auf der englischen und französischen Fassung die Stücke Metall auf Metall und Abzug zu Metal on Metal zusammengefasst wurden.